# Enicospilus pinus
Enicospilus pinus là một loài tò vò trong họ Ichneumonidae.